# Herb Badenii-Wirtembergii
Herb Badenii-Wirtembergii używany jest od 3 maja 1954, gdy został wprowadzony mocą ustawy. Projektantem herbu był grafik Fritz Mainhard. Ogłoszona w listopadzie 1953 konstytucja Badenii-Wirtembergii nie określa herbu a jedynie barwy kraju – czarny i złoty. Istnieją dwa, stosowane zamiennie, warianty herbu – mały i wielki.

## Herb mały
Mały herb wzorowany jest na herbie księstwa Szwabii w czasach Staufów, pokrywającego się zasięgiem terytorialnym z dzisiejszym krajem związkowym i znanego w tej formie od XII wieku. Trzy lwy oznaczają siłę i, prawdopodobnie, pretensje do sąsiednich terytoriów Francji. Kolor złoty symbolizuje szlachetność i władzę. Czerń lwów wzięto z czarnego orła Świętego Cesarstwa Rzymskiego (I Rzeszy). Korona oznacza autonomię.

## Herb wielki

Herb wielki Badenii-Wirtembergii

Wielki herb uzupełniony jest w stosunku do małego herbu o dalsze elementy. Nad tarczą herbową posiada koronę zbudowaną z herbów poszczególnych terytoriów wchodzących w skład Badenii-Wirtembergii.
- w centrum, jako nieco wyższe tarcze, herby dwóch największych państw, które weszły w skład kraju związkowego:
  - badeński ukośny czerwony pas na złotym tle
  - wirtemberskie trzy czarne poroża jelenia na złotym tle
- heraldycznie po prawej:
  - herb Frankonii, czerwono-srebrna tarcza podzielona linią ząbkowaną, oznaczająca frankońskie terytoria na północnym wschodzie kraju
  - herb księstwa Hohenzollern-Sigmaringen w formie srebrno-czarnej szachownicy
- heraldycznie po lewej:
  - herb Elektoratu Palatynackiego, złoty lew, oznaczający badeńskie terytoria dawnego Palatynatu Reńskiego – Mannheim i Heidelberg
  - herb Austrii, oznaczające dawne terytoria austriackie w rejonie Jeziora Bodeńskiego

Wielką tarczę herbową podtrzymują symbolizujący Wirtembergię jeleń (heraldycznie po prawej) oraz badeński gryf.

## Historia

Palatynat Reński 1085–1803
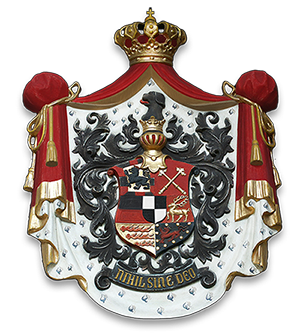
Hohenzollern-Sigmaringen 1576–1850
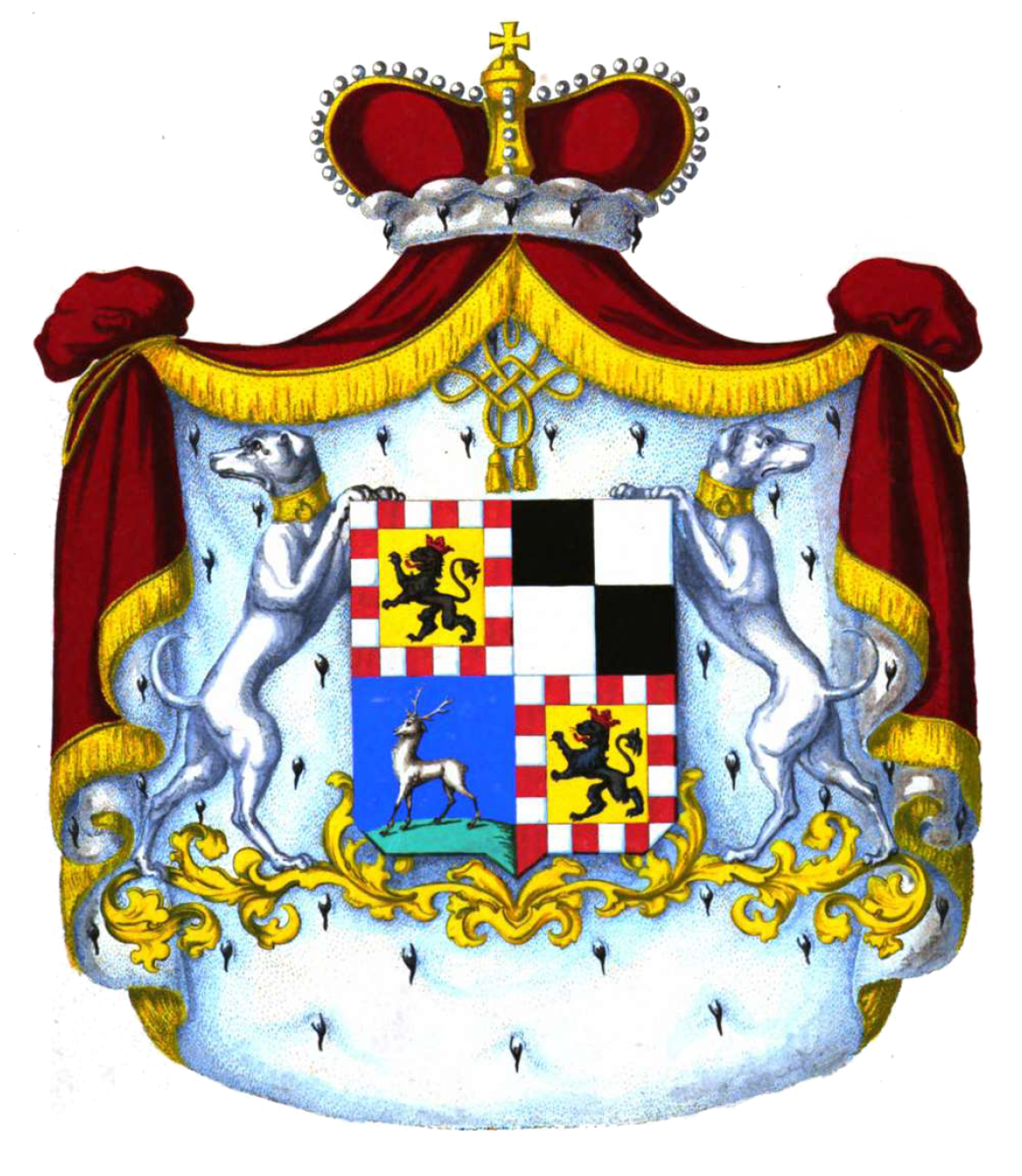
Hohenzollern-Hechingen 1576–1850
Elektorat Wirtembergii 1803–1806
Księstwo Leyen 1806-1814
Królestwo Wirtembergii 1806-1918
Wielkie Księstwo Badenii 1806-1918
Prowincja Hohenzollern 1850–1946
Wolna Ludowa Wirtembergia 1918–1945
Wirtembergia-Badenia 1946–1952
Wirtembergia-Hohenzollern 1947–1952
Badenia 1947–1952